# 평촌 나들목
평촌 나들목(Pyeongchon IC)은 경기도 안양시 동안구 평촌동과 호계동, 의왕시 내손1동에 걸쳐 있는 수도권제1순환고속도로의 31번 교차로이다. 안양시내 및 의왕시내로 진출할 수 있다. 나들목 구조는 중동 나들목과 같은 다이아몬드형이다.

## 연혁
- 1995년 12월 28일 : 서울외곽순환고속도로 평촌 ~ 학의 구간 개통과 함께 영업 개시[1]
- 1996년 10월 31일 : 산본 나들목 ~ 평촌 나들목 구간 개통

## 구조물 정보
- 위치: 경기도 안양시 동안구 평촌동, 호계동, 의왕시 내손1동

## 접속하는 도로
- 신기대로
- 평촌대로
- 간접 연결 : 국도 제1호선 (경수대로, 신기사거리 이용), 국도 제47호선 (흥안대로, 계원대사거리 이용)